# Frederic Viñals i Iscla
Frederic Viñals i Iscla (Poblenou, Barcelona, 6 de gener del 1913 - Barcelona, 22 de gener del 2012) fou un pintor autodidacte, tot i que anà a classes de Llotja i a altres estudis. Començà la seva activitat els anys trenta, relacionant-se amb els casals i grups artístics del Poblenou, Sant Martí de Provençals i Sant Andreu de Palomar. Ja aleshores restà fixada la seva personalitat artística i la seva decidida inclinació pel paisatgisme, que tractà a la manera pleinairista, directament influïda per l'impressionisme. Participà habitualment en certàmens i exposicions col·lectives i a partir dels anys setanta exposà regularment de forma individual.
Frederic Viñals va néixer al Poble Nou. En aquella època era un barri industrial de la ciutat, molt lligat a la indústria tèxtil, ple de petites fàbriques i indústries artesanals afins. Com passava a moltes famílies, l'èxode del camp a la ciutat lligat a la industrialització durant el s. XIX i inicis del XX comportava que els orígens de molta gent fossin a moltes comarques de l'interior del país. En el seu cas, els avantpassats materns procedien del Camp de Tarragona  (Les Borges del Camp) i de l'Alt Urgell (Vilanova del Benat), i els paterns, del Vallès Oriental. Però el seu món, el seu paisatge era el del Poble Nou (I posteriorment Sant Andreu del Palomar), barreja de paisatges rurals i urbans en plena transformació que ell reflectirà en les seves pintures.
Podem considerar-lo un autodidacta. Només el seu pare, Josep Viñals, havia estat escultor al taller de Fèlix Ferrer però ell mai no el va veure fent escultura ni aquell el va orientar en la seva vocació artística. Es tracta, doncs, d'una vocació innata que ell va anar conreant mentre creixia la seva fascinació per la natura que llavors encara envoltava la ciutat. S'establí ben clarament un diàleg de l'home amb el seu entorn, però no pas en l'ambient urbà, sinó en l'entorn natural ja plenament en transformació.
Des d'adolescent conreà la seva capacitat d'observació i el gust per reproduir el que veia, al seu barri i més enllà, cap a Sant Martí de Provençals, un barri encara prou rural, amb pollancres i hortes i que ja havia estat objecte d'inspiració de diversos pintors de l'època. Gent que pintava se'n trobava sovint, gent de la Colla del Safrà (Mir, Nonell…) o gent anònima de La Sagrera, el Poble Nou o Sant Andreu que s'esplaiaven anant a plantar els cavallets. Pel seu temperament de seguida s'interessà per l'activitat d'algunes entitats del barri, especialment el Centre Excursionista Júpiter, més tard Centre Icària i la seva Biblioteca Popular. Va ser en aquells anys que ell i els seus pares van anar a viure a Sant Andreu del Palomar, a la casa on havien viscut els avis paterns, ja morts. No deixà, però, de relacionar-se amb el Poble Nou, lloc on el seu pare tenia un petit taller de maquinària tèxtil que ell, anys més tard, va impulsar i modernitzar.
A Sant Andreu va conèixer altres joves amb interessos coincidents i formaren una colla, Els Bruns, que sortien a pintar junts. Entre ells hi havia Frederic Lloveras que ja començava a despuntar amb l'aquarel·la, i també Antoni Porret o Pere Comas. Als divuit anys realitzà ja la primera exposició individual al Casal Icària del Poble Nou, presentat per l'escultor Enric Casanovas, fill del mateix barri.
A l'Icària, pintant i fent excursions, havia conegut el pintor Ramon Calsina i aquarel·lista Guillem Fresquet i aprofitava qualsevol sortida a la natura per prendre notes i apunts del natural. Cap a l'any 1931, donat que volia consolidar la seva vocació artística, després de la jornada laboral, assistia a classes de dibuix artístic i perspectiva a l'acadèmia de Francesc Arola, a Gràcia. Després a l'acadèmia Baixas del carrer del Pi i poc després al Cercle Artístic de Sant Lluc, on ja major d'edat, podia accedir a les classes amb models nus. Anys després, passada la guerra i quan van tancar el Cercle per raons polítiques, va anar al Foment de les Arts Decoratives i a classes de composició amb Francesc Labarta.
L'esclat de la Guerra Civil Espanyola l'any 36 va truncar la seva incipient trajectòria artística, un entorn dramàtic que va canviar la vida a tota una generació. Com ell, els que van sobreviure, republicans i catalanistes convençuts però sense afiliació política, van trobar un país desfet i van viure com a vençuts i perdedors.
Per les circumstàncies de postguerra va deixar l'aprenentatge artístic vocacional, però mai va deixar de seguir pintant i experimentant amb llum, colors i formes, plenament inserit en el corrent plenairista, impressionista, eix de la més acreditada escola de paisatgisme català del segle xx, a la qual podem dir que va pertànyer tot i que no amb l'activitat de qui s'hi dedica professionalment.
Dedicat professionalment a mantenir i tirar endavant el taller de maquinària tèxtil que va rebre del seu pare, no es va dedicar exclusivament a la seva vocació artística, però mai deixà de pintar. Va fer nombroses exposicions, individuals i col·lectives, però no de forma regular com altres pintors de la seva generació.